# Chiesa della Madonna delle Febbri
La chiesa della Madonna delle Febbri, nota anche come chiesa di Santa Maria delle Grazie, è un edificio religioso situato nel territorio comunale di Civitella Paganico. La sua esatta ubicazione è presso la località di Poggiarello, nei pressi di Paganico.

## Storia e descrizione
Sorta agli inizi del Settecento ed intitolata a Santa Maria delle Grazie, deve la sua denominazione prevalente alla tradizione locale che la voleva come meta di pellegrinaggi e luogo di preghiera per chiedere la guarigione dalle malattie. L'edificio religioso fu voluto dalla famiglia Patrizi, che nei dintorni aveva fatto costruire negli anni precedenti anche la Cappella di Sant'Antonio abate a Monteverdi.
La chiesa della Madonna delle Febbri si presenta sotto forma di ruderi, circondati dalla vegetazione, essendo stata definitivamente abbandonata durante il secolo scorso quando fu trasformata in annesso agricolo. Il paramento murario conserva vari punti in conci di pietra, a cui si è sovrapposta un'intonacatura posticcia. Dell'edificio religioso ad aula unica è ancora ben visibile lo sviluppo planimetrico a sezione rettangolare.